# 杜勒平反應
Delépine反应（Delépine reaction）
卤代烃 (1)与六亚甲四胺 (2)成季铵盐 (3)，而后在乙醇中盐酸作用下水解得伯胺 (4)。
反应以法国化学家馬塞·杜勒平的名字命名。
反应优点为底物易得，副反应少，反应步骤简单，以及条件温和。六亚甲四胺已为叔胺，第一步只能在氮上引入一个烷基，因此水解后生成比较纯净的伯胺。
常用的卤代烃为活泼卤代烃，如烯丙型、苯甲型和 α-卤代酮。
例如，以2,3-二溴丙烯为原料，可制得2-溴烯丙胺。